# John Ridewall
John Ridewall (en latin, Johannes Ridovalensis) est un moine franciscain anglais du XIVe siècle, auteur du Fulgentius metaforalis, traité de mythologie dont Fulgence est la source principale.
Le Fulgentius metaforalis comporte un certain nombre de chapitres, dans chacun desquels Ridewall, après un chapitre introductif sur les « idoles », associe une divinité et une vertu (ou parfois un vice). L'édition d'H. Liebeschütz ne donne que les six premiers chapitres :
1. Ydolatria
2. Saturnus - Prudentia
3. Jupiter - Benivolencia
4. Juno - Memoria
5. Neptunus - Intelligencia
6. Pluto - Providencia

Mais le texte conservé par plusieurs manuscrits comportait d'autres chapitres, tels qu'Apollon et la vérité, Mercure et l'éloquence, Ganymède et la sodomie, etc. Dans la tradition de Fulgence, Ridewall donne une interprétation « moralisée », christianisée et allégorique des mythes antiques.
John Ridewall est par ailleurs l'auteur d'un Commentaire aux Mitologiae de Fulgence.